# Гарі Лінч
Гарі Лінч (англ. Gary Lynch) — нейробіолог з Каліфорнійського університету в Ірвайні. Його лабораторія вивчає пам'ять. Його лабораторія провела дослідження, пов’язані з роллю довготривалого посилення пам’яті.  Його біографія описана в книзі 101 Theory Drive.